# Schwedische Eishockeymeisterschaft 1948
Die Saison 1948 war die 26. Austragung der schwedischen Eishockeymeisterschaft. Meister wurde zum insgesamt neunten Mal in der Vereinsgeschichte der IK Göta.

## Meisterschaft

### Erste Qualifikationsrunde
- Tegs SK – Clemensnäs IF 1:9
- Piteå IF – Wifsta/Östrands IF 5:5/5:11

### Zweite Qualifikationsrunde
- IF Fellows – Forshaga IF 0:6
- Clemensnäs IF – IK Warpen 4:3
- Wifsta/Östrands IF – IFK Nyland 6:3

### Erste Runde
- IK Sturehov – Tranebergs IF (W)
- IK Sirius – Hofors IK 3:2
- IFK Mariefred – Nacka SK 3:6
- Åkers IF – Djurgårdens IF (W)
- Forshaga IF – Atlas Diesels IF 13:4
- Wifsta/Östrands IF – Clemensnäs IF 2:5
- Västerås SK – Surahammars IF 3:6
- IF Olympia – Karlbergs BK 2:4

### Zweite Runde
- Tranebergs IF – Clemensnäs IF 3:4
- Forshaga IF – IK Göta 4:5
- Surahammars IF – AIK Solna 3:8
- Hammarby IF – Karlbergs BK 6:0
- Mora IK – Gävle GIK 4:7
- Västerås IK – Djurgårdens IF 1:16
- UoIF Matteuspojkarna – Nacka SK 4:3
- IK Sirius – Södertälje SK 3:10

### Viertelfinale
- Clemensnäs IF – IK Göta 3:6
- AIK Solna – Hammarby IF 3:2
- Gävle GIK – Djurgårdens IF 4:3
- UoIF Matteuspojkarna – Södertälje SK 4:3

### Halbfinale
- IK Göta – AIK Solna 5:3
- Gävle GIK – UoIF Matteuspojkarna 5:7

### Finale
- IK Göta – UoIF Matteuspojkarna 3:2 n. V.